# Anomis sugama
Anomis sugama är en fjärilsart som beskrevs av Swinhoe 1906. Anomis sugama ingår i släktet Anomis och familjen nattflyn. Inga underarter finns listade i Catalogue of Life.